# Deutsche Limeskommission
Die Deutsche Limeskommission (DLK) ist ein Koordinationsgremium für das UNESCO-Welterbe Obergermanisch-Raetischer Limes.

## Entstehung
Im Vorfeld der Anmeldung des Obergermanisch-Raetischen Limes zum Welterbe der UNESCO war eine Koordination der Bundesländer erforderlich, durch die das anzumeldende Teilstück des römischen Limes verläuft. Aufgrund der Kulturhoheit der Länder erarbeiten diese die Unterlagen für eine solche Anmeldung. Der Bund, als zuständig für auswärtige Angelegenheiten, meldet einen solchen Antrag dann formal bei der UNESCO an.
Die hinsichtlich des Antrags für ein Welterbe Obergermanisch-Raetischer Limes kooperierenden vier Bundesländer Rheinland-Pfalz, Hessen, Baden-Württemberg und Bayern bildeten zunächst einen informellen Arbeitskreis aus Vertretern der zuständigen Ministerien und der Landesämter für Denkmalpflege.

## Gründung
Als sich immer deutlicher zeigte, dass das Projekt mit dem Zusammenstellen der Anmeldeunterlagen nicht beendet war, sich vielmehr ein erheblicher Koordinationsbedarf auch nach einer Eintragung in die Liste des Welterbes ergab, wurde 2003 durch eine Verwaltungsvereinbarung zwischen den Bundesländern der informelle Arbeitskreis als Deutsche Limeskommission konstituiert, um die einheitliche Linie gegenüber der UNESCO zu wahren und länderübergreifende Konzepte für den Obergermanisch-Raetischen Limes zu erarbeiten.
Der Name wurde in Anlehnung an die frühere Reichs-Limeskommission gewählt. Die Verwaltungsvereinbarung regelt die Satzung der Kommission und legt deren Finanzierung fest, die durch die beteiligten Bundesländer anteilig im Verhältnis zur Länge des römischen Limes im jeweiligen Bundesland erfolgt. Die Deutsche Limeskommission hat sich eine Geschäftsordnung gegeben.
Vertreter der Gründungsmitglieder waren Ulrich Pfeifle, C. Sebastian Sommer, Reinhard Dietrich, Andreas Baur, Anton Neugebauer, Egon Schallmayer, Rudolf Herrmann, Bernd Steidl, Hans-Helmut Wegner, Hans Ulrich Nuber, Dieter Planck und Siegmar von Schnurbein.

## Erweiterung
Im Hinblick auf die Anmeldung des Obergermanisch-Raetischen Limes zum Welterbe der UNESCO, für den ausschließlich die Strecke zwischen Rhein und Donau vorgesehen war, hatten sich zunächst nur die vier oben genannten Bundesländer an der Deutschen Limeskommission beteiligt. Nachdem sich aber zunehmend abzeichnete, dass eine Koordination der Aktivitäten am gesamten in Deutschland verlaufenden Limes sinnvoll ist, beteiligte sich Nordrhein-Westfalen, zunächst mit einem Gaststatus, seit 2006 auch als Vollmitglied, an der Deutschen Limeskommission. Seit 2025 ist das Bundesland nicht mehr Mitglied.

## Organisation
Die Kommission besteht aus 12 Mitgliedern, und zwar je einem Vertreter des zuständigen Landesministeriums, der Denkmalfachbehörde und von vier Institutionen, die sich mit dem Limes beschäftigen. Dies sind im Einzelnen:
- für die fünf zuständigen Landesministerien
  - Andreas Baur (Bayerisches Staatsministerium für Wissenschaft und Kunst)
  - Denise Beilharz (Ministerium für Wirtschaft, Arbeit und Wohnungsbau Baden-Württemberg)
  - Marie Charlotte Haffner (Hessisches Ministerium für Wissenschaft und Kunst)
  - Timo Haungs (Ministerium des Innern und für Sport Rheinland-Pfalz)
- für die fünf Denkmalfachbehörden
  - Claus Wolf (Landesamt für Denkmalpflege Baden-Württemberg)
  - Stefanie Berg (Bayerisches Landesamt für Denkmalpflege)
  - Udo Recker (Hessen Archäologie) - Vorsitzender
  - Ulrich Himmelmann (Generaldirektion Kulturelles Erbe Rheinland-Pfalz)
- für die Römisch-Germanische Kommission
  - Christoph Rummel
- für die Hochschullehrer, die sich mit provinzialrömischer Archäologie beschäftigen
  - Alexander Heising, Universität Freiburg
- für die Limes-Museen
  - Martin Kemkes, Archäologisches Landesmuseum Baden-Württemberg
- für den Verein Deutsche Limes-Straße, hier sind die am Limes gelegenen Kommunen organisiert
  - Oberbürgermeister Frederick Brütting (Aalen)

Die Kommission trifft sich in der Regel zwei Mal pro Jahr. Vorsitzender war bis 2009 Dieter Planck, Präsident des Landesamtes für Denkmalpflege Baden-Württemberg. Sein Nachfolger war seit 2009 Sebastian Sommer. Nach dessen Tod 2021 wurde Erich Claßen als Nachfolger gewählt. Die Kommission hat eine Geschäftsführung, die ihren Sitz in der Geschäftsstelle der Kommission im Kastell Saalburg hat.

## Aufgaben
Die Limeskommission soll international akzeptierte Standards bei Pflege, Management und Vermittlung von Deutschlands umfangreichstem und bekanntestem Kulturdenkmal sicherstellen. Sie ist der fachliche Ansprechpartner für alle Fragen, die den Limes in Deutschland als Ganzes betreffen. Da der Obergermanisch-Raetische Limes Teil eines transnationalen Welterbes zusammen mit dem Hadrianswall und dem Antoninuswall in Großbritannien ist, haben Deutschland und Großbritannien das Intergovernmental Committee gegründet, das das Welterbe grenzübergreifend koordiniert und auch Anfragen der UNESCO, die das Welterbe insgesamt betreffen, bearbeitet. In dem Intergovernmental Committee sind Vertreter der zuständigen Ministerialverwaltungen und der Denkmalfachbehörden vertreten.
Seit dem Frühjahr 2007 gibt die Deutsche Limeskommission ein zweimal jährlich erscheinendes Mitteilungsblatt mit dem Titel Der Limes heraus. Es beinhaltet aktuelle Forschungen, Ausstellungen zum Thema Limes sowie Buchtipps. Die Limeskommission richtet Fachkolloquien zum Limes aus, zuletzt im März 2011 in Mainz, im September 2013 in Aalen und 2017 in Wiesbaden, an dem knapp einhundert Wissenschaftler teilnahmen. Des Weiteren ist die Deutsche Limeskommission Herausgeberin der wissenschaftlichen Veröffentlichungsreihe, der Berichte zum Welterbe Limes. Im Jahr 2010 wurden erstmals zwei Stipendien für die Aufarbeitung von Altgrabungen am Limes vergeben, die durch zwei außerordentliche Stipendien erweitert wurde. Die Deutsche Limeskommission übernahm, gemeinsam mit dem Bayerischen Landesamt für Denkmalpflege die Organisation des 2015 in Ingolstadt stattfindenden Internationalen Limeskongress, einer der weltweit wichtigsten Archäologiekongresse.

## Publikationen
- Nachrichtenblatt der Deutschen Limeskommission Der Limes. Es erscheint seit 2007 zweimal jährlich mit Berichten über aktuelle Forschungen am Limes sowie Ausstellungen. Manche Hefte stehen nur noch als Online-Ausgabe zur Verfügung.[3]
- Wissenschaftliche Reihe Beiträge zum Welterbe Limes (mit Berichten zu archäologischen Fachtagungen und Limeskolloquien).